# Rankine Lecture
A Rankine Lecture é uma condecoração por conquistas em geotecnia, concedida pela Associação Britânica de Geotecnia, sendo uma das mais destacadas condecorações da área. São apresentadas desde 1961 e publicadas no periódico científico Géotechnique. Em anos pares o palestrante é britânico, e nos anos ímpares estrangeiro. Até 1972 as palestras foram apresentadas na sede do Institution of Civil Engineers, e depois no Imperial College London. Sua denominação é homenagem ao pioneiro da mecânica dos solos William John Macquorn Rankine.

## Lista dos palestrantes
| N  | Ano  | Palestrante       | Publicação | Géotechnique   | Afiliação                                               |
| -- | ---- | ----------------- | --- | -------------- | ------------------------------------------------------- |
| 1  | 1961 | A. Casagrande     | "Control of seepage through foundations and abutments of dams"                                                  | 11(3) 161-181  | Universidade Harvard                                    |
| 2  | 1962 | L. F. Cooling     | "Field measurements in soil mechanics"                                                                          | 12(2) 77-103   | Building Research Establishment                         |
| 3  | 1963 | A. Mayer          | "Recent work in rock mechanics"                                                                                 | 13(2) 99-118   |                                                         |
| 4  | 1964 | A. W. Skempton    | "Long-term stability of clay slopes"                                                                            | 14(2) 77-101   | Imperial College London                                 |
| 5  | 1965 | N. M. Newmark     | "Effects of earthquakes on dams and embankments"                                                                | 15(2) 139-159  | University of Illinois at Urbana-Champaign              |
| 6  | 1966 | A. W. Bishop      | "The strength of soils as engineering materials"                                                                | 16(2) 91-128   | Imperial College London                                 |
| 7  | 1967 | L. Bjerrum        | "Engineering geology of Norwegian normally-consolidated marine clays as related to settlements of buildings"    | 17(2) 83-117   | Norwegian Geotechnical Institute                        |
| 8  | 1968 | R. Glossop        | "The rise of geotechnology and its influence on engineering practice"                                           | 18(2) 107-150  | John Mowlem and Co., Ltd                                |
| 9  | 1969 | R. B. Peck        | "Advantages and limitations of the observational method in applied soil mechanics"                              | 19(2) 171-187  | Universidade de Illinois                                |
| 10 | 1970 | K. H. Roscoe      | "The influence of strains in soil mechanics"                                                                    | 20(2) 129-170  | Universidade de Cambridge                               |
| 11 | 1971 | J. C. Jaeger      | "Friction of rocks and stability of rock slopes"                                                                | 21(2) 97-134   | Universidade Nacional da Austrália, Canberra            |
| 12 | 1972 | P. W. Rowe        | "The relevance of soil fabric to site investigation practice"                                                   | 22(2) 195-300  | Universidade de Manchester                              |
| 13 | 1973 | T. W. Lambe       | "Predictions in soil engineering"                                                                               | 23(2) 151-201  | Instituto de Tecnologia de Massachusetts                |
| 14 | 1974 | R. E. Gibson      | "The analytical method in soil mechanics"                                                                       | 24(2) 115-139  | King's College de Londres                               |
| 15 | 1975 | J. Kérisel        | "Old structures in relation to soil conditions"                                                                 | 25(3) 433-482  | Simecsol Études                                         |
| 16 | 1976 | A. C. Meigh       | "The Triassic rocks, with particular reference to predicted and observed performance of some major foundations" | 26(3) 393-451  | Soil Mechanics Limited                                  |
| 17 | 1977 | V. F. B. de Mello | "Reflections on design decisions of practical significance to embankment dams"                                  | 27(3) 281-354  | Consultor privado, Brasil                               |
| 18 | 1978 | W. H. Ward        | "Ground supports for tunnels in weak rocks"                                                                     | 28(2) 135-170  | Building Research Establishment                         |
| 19 | 1979 | H. Bolton Seed    | "Considerations in the earthquake-resistant design of earth and rockfill dams"                                  | 29(3) 215-262  | Universidade da Califórnia em Berkeley                  |
| 20 | 1980 | A. N. Schofield   | "Cambridge geotechnical centrifuge operations"                                                                  | 30(3) 227-267  | Universidade de Cambridge                               |
| 21 | 1981 | N. R. Morgenstern | "Geotechnical engineering and frontier resource development"                                                    | 31(3) 305-365  | Universidade de Alberta                                 |
| 22 | 1982 | D. J. Henkel      | "Geology, geomorphology and geotechnics"                                                                        | 32(3) 175-194  | Arup                                                    |
| 23 | 1983 | E. Hoek           | "Strength of jointed rock masses"                                                                               | 33(3) 187-222  | Golder Associates, Vancouver                            |
| 24 | 1984 | C. P. Wroth       | "The interpretation of in situ soil tests"                                                                      | 34(4) 449-488  | Universidade Politécnica da Catalunha                   |
| 25 | 1985 | N. Janbu          | "Soil models in offshore engineering"                                                                           | 35(3) 241-280  | Instituto Norueguês de Tecnologia                       |
| 26 | 1986 | A. D. M. Penman   | "On the embankment dam"                                                                                         | 36(3) 303-347  | Geotechnical Engineering Consultant, Harpenden          |
| 27 | 1987 | R. F. Scott       | "Failure" | 37(4) 423-466  | Instituto de Tecnologia da Califórnia                   |
| 28 | 1988 | H. B. Sutherland  | "Uplift resistance in soils"                                                                                    | 38(4) 493-515  | Universidade de Glasgow                                 |
| 29 | 1989 | H. G. Poulos      | "Pile behaviour - theory and application"                                                                       | 39(3) 365-415  | Universidade de Sydney                                  |
| 30 | 1990 | J. B. Burland     | "On the compressibility and shear strength of natural clays"                                                    | 40(3) 329-378  | Imperial College London                                 |
| 31 | 1991 | J. K. Mitchell    | "Conduction phenomena: from theory to geotechnical practice"                                                    | 41(3) 299-339  | Universidade da Califórnia em Berkeley                  |
| 32 | 1992 | B. Simpson        | "Retaining structures: displacement and design"                                                                 | 42(4) 541-576  | Arup                                                    |
| 33 | 1993 | K. Ishihara       | "Liquefaction and flow failure during earthquakes"                                                              | 43(3) 351-414  | Universidade de Tóquio                                  |
| 34 | 1994 | P. R. Vaughan     | "Assumption, prediction and reality in geotechnical engineering"                                                | 44(4) 573-608  | Imperial College London                                 |
| 35 | 1995 | R. E. Goodman     | "Block theory and its application"                                                                              | 45(3) 383-422  | Universidade da Califórnia em Berkeley                  |
| 36 | 1996 | S. F. Brown       | "Soil mechanics in pavement engineering"                                                                        | 46(3) 383-425  | Universidade de Nottingham                              |
| 37 | 1997 | G. E. Blight      | "Interactions between the atmosphere and the Earth"                                                             | 47(4) 715-766  | Universidade do Witwatersrand                           |
| 38 | 1998 | D. W. Hight       | Soil characterisation: the importance of structure and anisotropy"                                              |                | Imperial College London                                 |
| 39 | 1999 | S. Leroueil       | "Natural slopes and cuts: movement and failure mechanisms"                                                      | 51(3) 197-243  | Universidade da Califórnia em Berkeley, Ste-Foy, Québec |
| 40 | 2000 | J. H. Atkinson    | "Non-linear soil stiffness in routine design"                                                                   | 50(5) 487-507  | City, University of London                              |
| 41 | 2001 | H. Brandl         | "Energy foundations and other thermo-active ground structures"                                                  | 56(2) 81-122   | Universidade Técnica de Viena                           |
| 42 | 2002 | D. M. Potts       | "Numerical analysis: a virtual dream or practical reality?"                                                     | 53(6) 535-572  | Imperial College London                                 |
| 43 | 2003 | M. F. Randolph    | "Science and empiricism in pile foundation design"                                                              | 53(10) 847-874 | University of Western Australia                         |
| 44 | 2004 | N. N. Ambraseys   | "Engineering, seismology and soil mechanics"                                                                    |                | Imperial College London                                 |
| 45 | 2005 | R. K. Rowe        | "Long term performance of contaminant barrier systems"                                                          | 55(9) 631-678  | Queen's University, Ontário, Canadá                     |
| 46 | 2006 | R. J. Mair        | "Tunnelling and geotechnics - new horizons"                                                                     | 58(9) 695-736  | Universidade de Cambridge                               |
| 47 | 2007 | A. Gens           | "Soil-environment interactions in geotechnical engineering"                                                     | 60(1) 3-74     | Universidade Politécnica da Catalunha                   |
| 48 | 2008 | J. A. Charles     | "The engineering behaviour of fill - the use, misuse and disuse of case histories"                              | 58(7) 541-570  | Building Research Establishment                         |
| 49 | 2009 | T. D. O'Rourke    | "Geohazards & Large Geographically Distributed Systems"                                                         | 60(7) 505-543  | Universidade Cornell                                    |
| 50 | 2010 | C. R. I. Clayton  | "Stiffness at small strain - research and practice"                                                             | 61(1) 5-37     | Universidade de Southampton                             |
| 51 | 2011 | S. W. Sloan       | "Geotechnical Stability Analysis"                                                                               | 63(7) 531-571  | Universidade de Newcastle                               |
| 52 | 2012 | M. D. Bolton      | "Performance-based design in geotechnical engineering"                                                          |                | Universidade de Cambridge                               |
| 53 | 2013 | M. Jamiolkowski   | "Soil Mechanics and the observational method: Challenges at the Zelazny Most copper tailings disposal facility" | 64(8) 590-619  | Politecnico di Torino                                   |
| 54 | 2014 | G. T. Houlsby     | "Interactions in Offshore Foundation Design"                                                                    | 66(10) 791-825 | Universidade Politécnica da Catalunha                   |
| 55 | 2015 | S. Lacasse        | "Hazard, Risk and Reliability in Geotechnical Practice"                                                         |                | Norwegian Geotechnical Institute                        |
| 56 | 2016 | R. Jardine        | "Geotechnics and Energy"                                                                                        | 70(1) 3-59     | Imperial College London                                 |
| 57 | 2017 | E. Alonso         | "Triggering and Motion of Landslides"                                                                           | 71(1) 3-59     | Universidade Politécnica da Catalunha                   |
| 58 | 2018 | N. O'Riordan      | "Dynamic soil-structure interaction"                                                                            |                | Arup                                                    |
| 59 | 2019 | G. Gazetas        | "Benefits of Unconventional Seismic Foundation Design"                                                          |                | National Technical University of Athens                 |
| 60 | 2020 | S. Jefferis       | |                | Environmental Geotechnics Limited                       |